# Плава застава
Плава застава за плаже и марине је међународни еколошки програм за заштиту мора и приобаља, чији је примарни циљ одрживо управљање морем и обалним подручјем. Данас Плава застава представља веома цењену туристичку ознаку у свету, и која је за све већи број туриста постала битна референтна тачка при избору дестинације. Плаже и марине на стајаћим (слатким) водама такође могу бити носиоци међународне Плаве заставе.
Сертификат Плава застава додјељује се само за једну сезону, те се захтев за добијање мора подносити изнова сваке године (најкасније до 31. децембра текуће године). Уколико током сезоне дође до промене услова на плажи сертификат може бити повучен привремено или трајно. Поред тога што се током сезоне спроводе националне и међународне контроле, гости и корисници плажа са Плавом заставом подстичу се да обавесте ФЕЕ у случају да примете кршење неког од критеријума.
Интелектуални власник Плаве заставе и међународни руководилац овог програма је Фондација за едукацију у области животне средине – Foundation for Environmental Education - FEE, основана од стране Савета Европе још 1981. године. У програм је, у овом тренутку, укључено 46 европских и ваневропских држава којима је туризам један од стратешких циљева.

## Критеријуми за плаже са Плавом заставом
Додјељивање Плаве заставе заснива се на испуњавању критеријума из четири основне области: еколошко образовање и информисаност, квалитет воде, еколошко управљање и сигурност и услуге.
Укупно је потребно испунити 33 критеријума.

## Плава застава у свету
Највећи број Плавих застава има Шпанија. Преко 600 шпанских плажа и преко 100 марина посједује Плаву заставу у 2021/2022 години. Следи је Грчка а затим иде Турска и Француска. 
Хрватска има укупно 100 плажа и марина којима је додјељена Плава застава, Кипар 76, Црна Гора 39, Бугарска 19, Малта 12...
Србија има једну плажу са Плавом заставом и то је Ада Циганлија.